# Eddy Schuyer (politicus)
Eduard Henri (Eddy) Schuyer (Den Haag, 28 juli 1940) is een Nederlandse politicus.
Hij was van 1991 tot 2007 lid van de Eerste Kamer namens D66. Vanaf 1995 was hij fractievoorzitter. Schuyer is lid van de onafhankelijke commissie die onderzoek doet naar de vermeende misstanden bij gesprekken met gedetineerden in Irak door Nederlandse militairen in 2003.
De eerste jaren van zijn leven zat hij vanwege zijn Joodse afkomst ondergedoken in Den Haag. Na zijn middelbare school en de journalistenopleiding werd hij leraar Nederlands. In 1970 werd hij lid van de gemeenteraad in Wassenaar. Tussen 1978 en 1991 zat hij in de Provinciale Staten van Zuid-Holland. Daarnaast werd hij in die tijd voorzitter van de raad van bestuur van Psychiatrisch Ziekenhuis Delta in Poortugaal, en lid van de raad van bestuur van een TBS-kliniek.
In 1991 kwam Schuyer in de Eerste Kamer. In 2003 stelde hij zich kandidaat voor de verkiezing van voorzitter van de Eerste Kamer, maar hij trok zich na de eerste stemmingsronde terug. Hij keerde na de Eerste-Kamerverkiezingen in 2007 niet meer terug in de Kamer. Hij is benoemd tot voorzitter van Stichting Lezen. Hiernaast is Schuyer werkzaam als lid van de Raad van Commissarissen van M&I Partners (adviseurs voor management en informatie). Schuyer was van 2005 tot en met 2014 voorzitter van de Raad van Toezicht van de Stichting Internet Domeinregistratie Nederland (SIDN). Daarna werd hij bestuursvoorzitter van SIDN fonds. Toen hij afscheid nam van SIDN fonds, werd hij in 2022 benoemd tot bijzonder raadgever van Raad van Toezicht en directie van SIDN. Schuyer is ook vicevoorzitter van het bestuur van de Europese Beweging Nederland (EBN).
Eddy Schuyer heeft verscheidene publicaties over schaken in de cultuurgeschiedenis op zijn naam staan. In 1968 werd het door hem geschreven boek Het schaakspel in de kunst- en cultuurhistorie uitgegeven. Van december 2007 tot juni 2016 was hij voorzitter van de Koninklijke Nederlandse Schaakbond.

## Onderscheiding
- Officier in de Orde van Oranje-Nassau

- Nederlandse Thesaurus van Auteursnamen: 072429887
- Parlement.com: vg09llp97izp
- Virtual International Authority File: 289578338
- WorldCat: E39PBJrcpc4x6gtV7YhYD7TT73